# Mulay Idrís
Mulay Idrís (en árabe: مولاي إدريس زرهون‎, en francés: Moulay Idriss) es una ciudad de Marruecos situada a 25 kilómetros de Mequinez en la región de Fez-Mequinez.
Esta ciudad alberga el santuario del fundador de la Dinastía idrisí, Idrís I donde se dan cita anual los peregrinos. Contrariamente a lo que se podía pensar debido al título de ciudad santa, no existe ningún tipo de presión religiosa sobre el turista, estando únicamente prohibido el acceso al santuario a los no musulmanes.

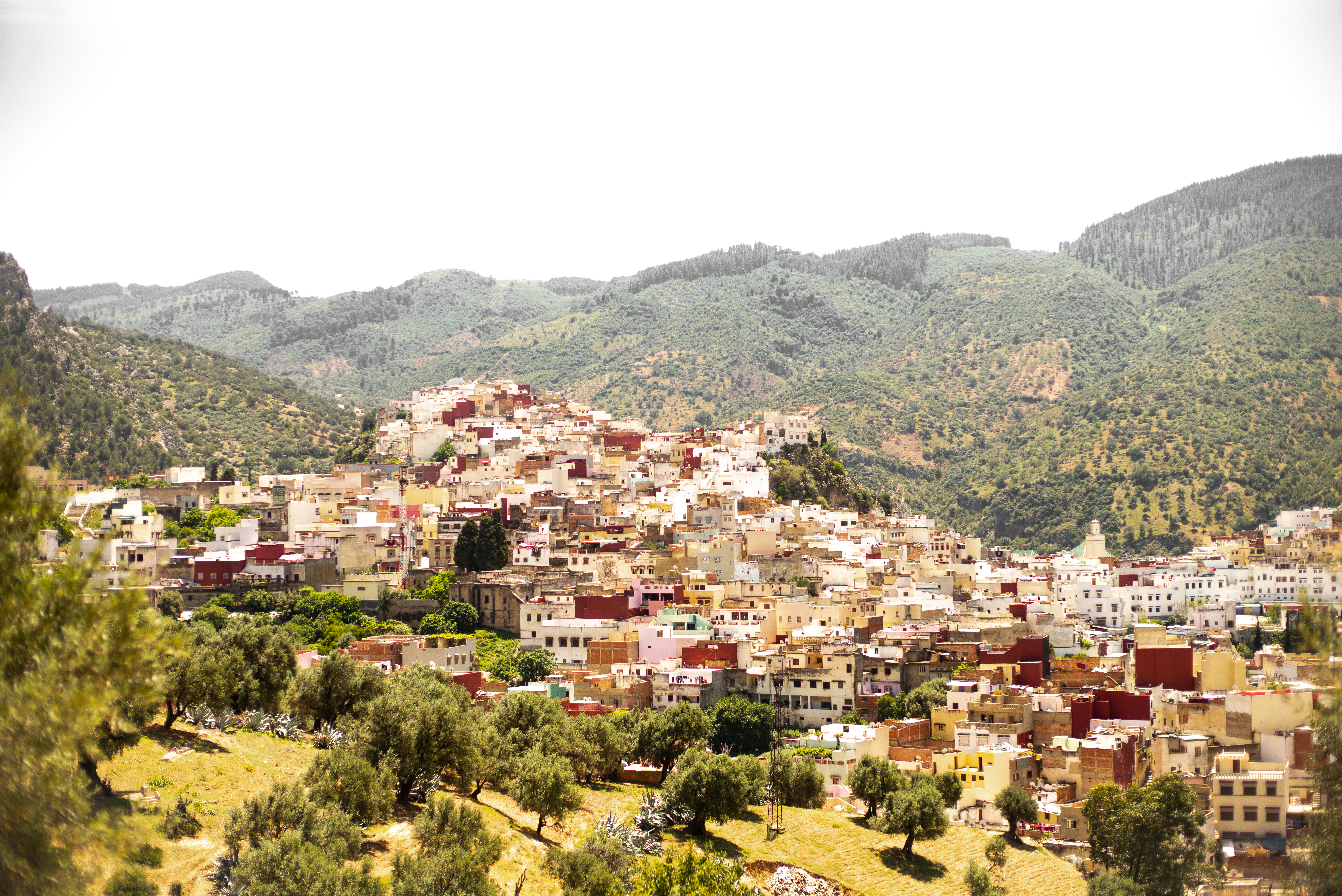
Mulay Idrís

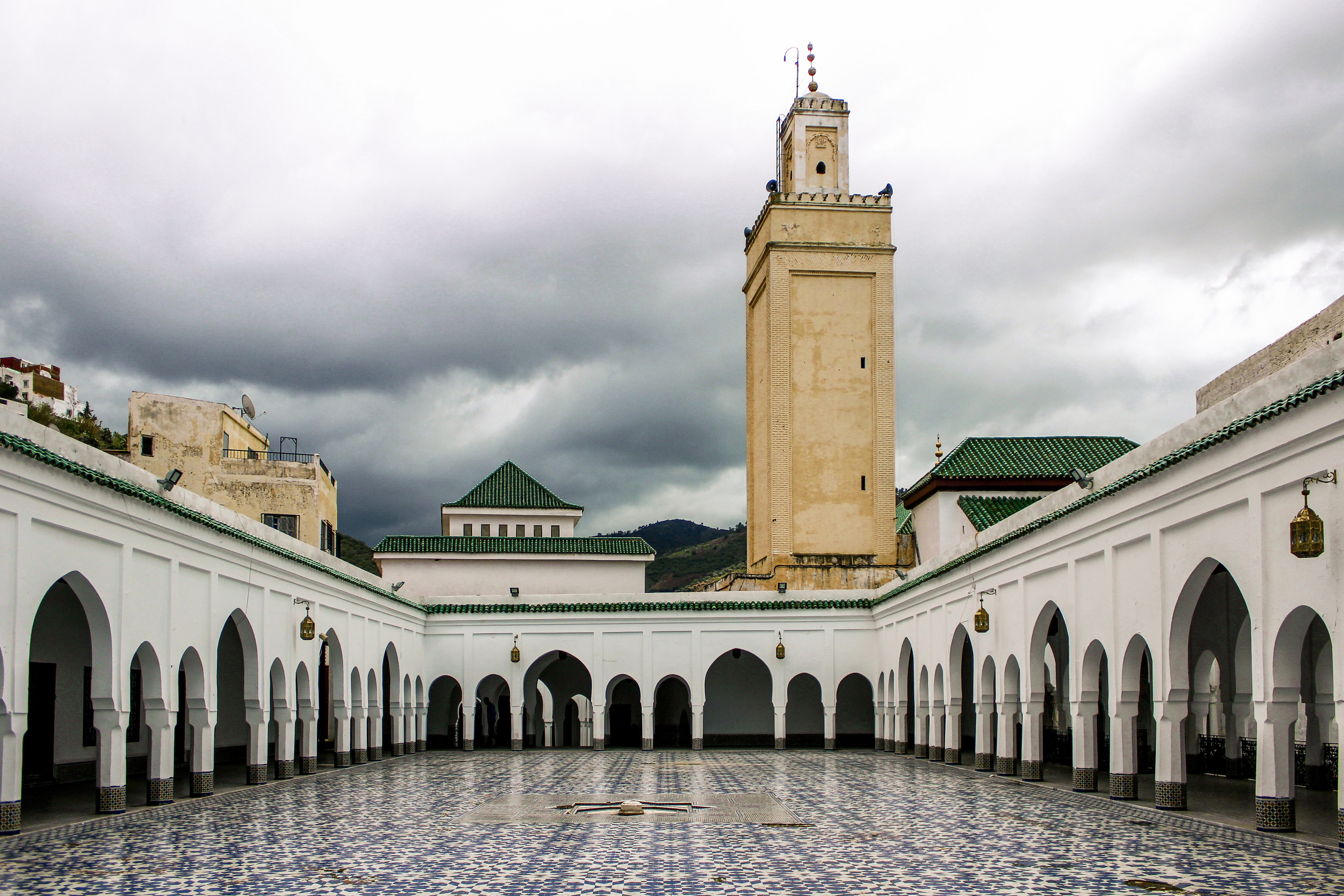
Un patio exterior de la Zauía de Mulay Idrís.

La ciudad, encaramada sobre una roca, domina el valle del Oued Erroumane y la planicie de la antigua ciudad romana de Volubilis. El clima, a diferencia del caluroso sur, es suave y no tan extremo. 
Algunos días de visita permitirán al visitante penetrar en la atmósfera de la ciudad. Es agradable pasear por sus estrechas calles empedradas o alrededor de las colinas que rodean la ciudad. Otro atractivo turístico importante es Volubilis, que se encuentra solo a cinco kilómetros y a la que se puede llegar a pie por cualquiera de los dos caminos que nos llevan a ella. También hay la opción más rápida como es la utilización del servicio de taxis.